# لوئیس ماچین
لوئیس ماچین (اسپانیایی: Luis Machín‎؛ زادهٔ ۱۰ آوریل ۱۹۶۸) بازیگر اهل آرژانتین است. وی از سال ۱۹۹۶ میلادی تاکنون مشغول فعالیت بوده است.
از فیلم‌ها یا برنامه‌های تلویزیونی که وی در آن نقش داشته است، می‌توان به سایۀ گربه، زنان قاتل، کوچولوها، مارادونا، دست خدا،  پرندگان آزاد و مجردمانده‌ها اشاره کرد.